# Biblioteca Estense

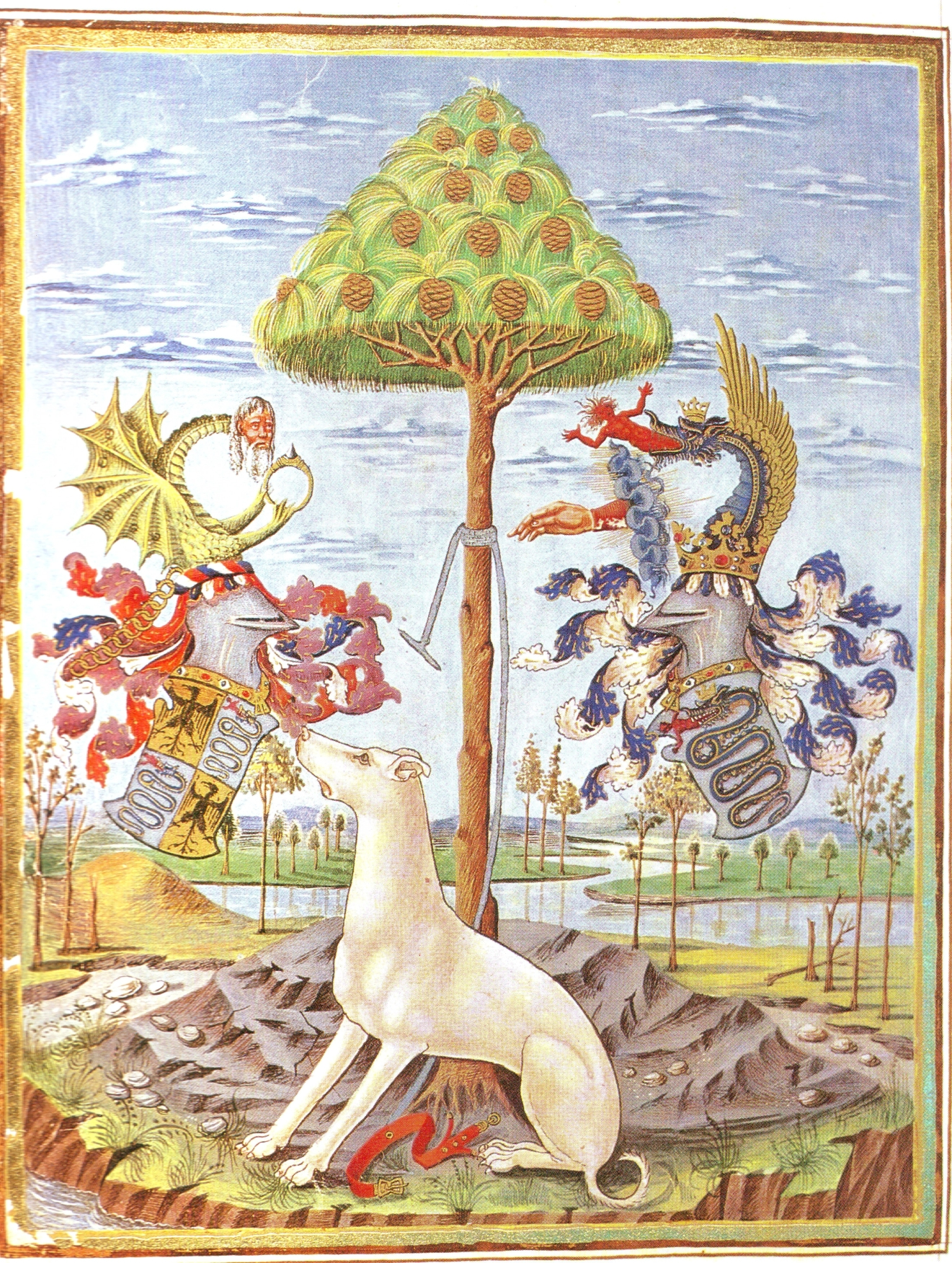
El Codex de Sphaera - 1469 Alegoría de los Escudos de Armas de las familias Este y Sforza (la serpiente)

La Biblioteca Estense fue la biblioteca familiar de los duques de Este. Su origen se remonta, al menos, al siglo XIV, se enriqueció en muy buena medida durante el Renacimiento en Ferrara y finalmente se estableció en Módena, a principios del siglo XVII. Es una de las más importantes bibliotecas de Italia. La biblioteca se encuentra en el Palazzo del Musei, Largo Sant'Agostino 337. 

## Colección
Actualmente, la colección de la Biblioteca contiene más de 500 000 obras impresas, alrededor de 11 000 códices, más de 100 000 hojas manuscritas y 1662 incunables. Entre los manuscritos, el más famoso es la Biblia de Borso d'Este, cuyas 1200 páginas aparecen completamente rodeadas de miniaturas. 
La biblioteca conserva numerosos manuscritos medievales, incluyendo manuscritos bíblicos: Codex Mutinensis, Minúscula 358, Minúscula 359, Minúscula 585, Minúscula 586, Minúscula 618 y el leccionario ℓ 111.
También es mundialmente conocida su colección de manuscritos y libros de música, conocida como la Raccolta musicale estense.

## Algunos manuscritos

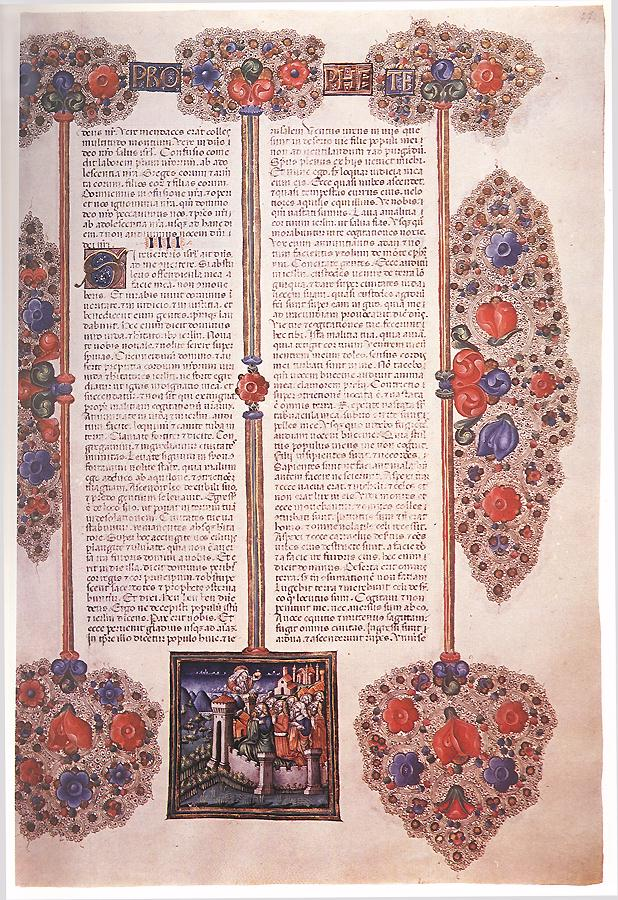
Página de la Biblia Borsi Estensis

- Biblia Borsi Estensis
- Codex Mutinensis
- Codex de sphaera
- Mutinensis Gr. 122
- Minúscula 585
- Minúscula 586
- Minúscula 358
- Minúscula 359
- Minúscula 618
- Leccionario 111